# Thamnobryum pandum
Thamnobryum pandum là một loài Rêu trong họ Neckeraceae. Loài này được (Hook. f. & Wilson) I.G. Stone & G.A.M. Scott miêu tả khoa học đầu tiên năm 1973.